# Phare de Selnes
Le phare de Selnes est un phare situé dans la baie de Breiðdalsvík dans la région d'Austurland.